# Marisa Barros
Pour les articles homonymes, voir Barros.
Elsa Marisa Branco Barros Rodrigues (née le 25 février 1980 à Paços de Ferreira) est une athlète portugaise, spécialiste du marathon.
6e lors des Championnats du monde d'athlétisme 2009, elle détient le 3e meilleur temps portugais en 2 h 25 min 44 s (2010, deuxième du marathon d'Osaka), derrière Rosa Mota et Manuela Machado. Elle a participé aux Jeux olympiques 2008 (32e) ainsi qu'aux Jeux olympiques de 2012 à Londres (12e). 